# Кузнецов-Вечеслов, Андрей Святославович
Андре́й Святосла́вович Кузнецо́в-Вече́слов (род. 3 апреля 1951 года, Ленинград, СССР) — российский балетмейстер, режиссёр, сценарист, актёр, сын знаменитой балерины Татьяны Вечесловой.

## Биография

### Семья
Андрей Кузнецов-Вячеслов родился в семье потомственных артистов Мариинского театра.
Его дед — подполковник Михаил Михайлович Вечеслов, выпускник Пажеского корпуса, потомственный офицер, принадлежал к нетитулованному, но очень старому (от времён Иоанна Грозного) дворянскому роду. Герб рода «Вечесловых находится в 6 части Общего гербовника дворянских родов Российской империи».
Прапрапрабабушка Евгения Вечеслова (урождённая Лайон) — воспитательница Николая I — отличалась необычайной твёрдостью и смелостью характера, и будущий государь называл её «Моя няня-львица».
Бабушка Евгения Петровна Снеткова-Вечеслова — корифейка балета Императорского Мариинского театра, с 1920-х до конца 1960-х годов — преподаватель младших классов в Ленинградском Хореографическом училище им А. Я. Вагановой. Отцом Евгении Снетковой-Вечесловой был Петр Снетков, известный альтист оркестра Мариинского театра.
Прабабушка Кузнецова-Вечеслова, Адель Снеткова (урождённая Фидлер)- учила нотной грамоте и игре на рояле юного Игоря Стравинского, а прапрапрабабушка — Фанни Снеткова, была любимой актрисой А. Н. Островского и первой исполнительницей роли Катерины в пьесе «Гроза».

## Образование
- Хореографическое училище им. А. Я. Вагановой
- Ленинградская государственная консерватория.

## Карьера и творчество
- 1970—1976 — артист балета Кировского театра
- 1976—1979 — главный балетмейстер Петрозаводского музыкального театра
- 1983—1985 — балетмейстер Ленинградского драматического театра им. Ленсовета
- 1991—1995 — художественный руководитель и совладелец первой петербургской частной балетной труппы «Санкт-Петербургский Маленький балет»

### Постановки
- 1977 — балет «Сказка о попе и работнике его Балде», Петрозаводский музыкальный театр (совместно со Святославом Кузнецовым)
- 1978 — балет «Вестсайдская история», Петрозаводский музыкальный театр
- 1979 — балет «Ромео и Юлия», Петрозаводский музыкальный театр
- 1992 — балет «Цикады», «Санкт-Петербургский Маленький балет», художник Юрий Хариков, режиссёр Борис Юхананов. Премьера в Эрмитажном театре .
- 1993 — балет «Три грезы», «Санкт-Петербургский Маленький балет», художник Юрий Хариков, режиссёр Борис Юхананов. Премьера в Эрмитажном театре.
- 1995 — балет «Подлинная история Красной Шапочки», «Балет Андрея Кузнецова» («Санкт-Петербургский Маленький балет»), художник Юрий Хариков. Премьера в Эрмитажном театре.

### Отзывы
«Захватывающая красота света, костюмов и сценографии. Таков балет „Цикады“, премьера которого прошла в Эрмитажном театре Петербурга, творении Кваренги.
Сценический облик „Цикад“ соединяет представление о фокинском балете эпохи „Русских сезонов“ с современными поставангардными поисками синтеза разных языков танца — с использованием открытий Баланчина, однако не придерживаясь неоклассической чистоты его хореографии, так же как и философской чистоты танца Бежара. Постановщики не избегают речитативно-мимических эпизодов; сам же хореографический синтез достигает порой утонченной терпкости введением в эталонные фигуры нехрестоматийных па. Стили объединяются не „горизонтально“, но возникают один внутри другого. Особенно хороши дуэтные и вообще ансамблевые танцы, где стилистический сплав все время подвижен, меняет свои пропорции; меняются композиционно-стилевые функции участников ансамбля, отчего возникают порой исключительно красивые и оригинальные ходы. Сольные эпизоды, напротив, безмятежно не боятся „общих мест“.
Вторая, бессюжетная, часть балета — „Любовники“ — представляет чередование лирических и комических дуэтных танцев.
Однако чередование неоднозначно: лирическим номерам — на музыку Брамса, Шопена, Генделя и Моцарта — присущ утрированно возвышенный стиль, в то время как бурлески комических любовников — сопровождаемые пьесами Юрия Ханина с их веселым примитивистским классицизмом — очень лиричны. Две части представления объединены связующими элементами, но главное — светлым ощущением детской свободы.
Отдаленные аналогии с постановками Пола Тейлора, Марка Морриса или Барышникова (который, кстати, оказал „Цикадам“ и конкретную помощь) ничего не объяснят. Важна сама внутренняя основа, на которой строится спектакль, а она обнаруживается в осознании российской почвы и нового, складывающегося сейчас, менталитета». — Пётр Поспелов, «Московские новости»

Частный балетный театр «Санкт-Петербургский Маленький балет» возник в конце 1991 года. Его возглавил балетмейстер Андрей Кузнецов — сын легендарных звезд «Мариинки» Святослава Кузнецова и Татьяны Вечесловой. Соавторами Кузнецова стали режиссёр Борис Юхананов и художник Юрий Хариков. Балет состоит из трех частей: «Белая греза» на музыку Шопена, «Черная греза» — Шуберта, «Последняя греза» — Паганини. Премьера «Трех грез», как и прошлая премьера «Маленького балета» («Цикады», 1992), прошла при переполненном зале. Вновь был шумный и очевидный успех. За год, прошедший после «Цикад», Андрей Кузнецов воспитал танцовщиков, достаточно восприимчивых к поставленной перед ними задаче — осмысления, казалось бы, до предела формализованного канона классической хореографии. «Три грезы» названы «постромантическим» балетом, то есть, по словам авторов, «созданным уже после смерти классического балета, с чаянием на его возрождение». Буквальное возрождение традиций императорского балета едва ли возможно, авторы не могут не учитывать духовный и исторический опыт последних десятилетий. Выстраивая партитуру спектакля через «развитие и повторение тайных тем в явной судьбе», Андрей Кузнецов, не задается целью реанимировать язык классического балета, но пытается как бы заново его воспринять. Что дает необычный эффект: хореография, не выходящая за рамки традиционной школы, смотрится в его спектакле абсолютной новацией. — Лариса Юсипова, «Коммерсантъ»

«Балет Андрея Кузнецова, ранее известный как „Санкт-Петербургский маленький балет“, представил в Эрмитажном театре свою очередную премьеру — спектакль „Подлинная история Красной Шапочки“. Главные партии исполнили танцовщики балета Мариинского театра Маргарита Куллик (Шапочка) и Владимир Ким (Волк-Маркиз). Сценография и костюмы выполнены Юрием Хариковым. Спектакли „Маленького балета“ всегда служили поводом для споров о том, имеет ли право современный хореограф на эксперимент над классикой. Андрей Кузнецов рассказывает „Подлинную историю Красной Шапочки“ не как пародию на классику и не как лирическое прощание с ней, а как историю о том, чего, возможно, и вовсе и не было. Русский балет в этом спектакле — один из героев сказки, другим можно назвать русский модерн с его устремлением создать новую классику для нового времени. Комические репризы танцовщиков, загнанные в рамки классических номеров, отсылают зрителя не столько к давно знакомым эпизодам балетов, сколько к нашим собственным представлениям о петербургской культуре рубежа веков». — Инна Ткаченко, «Коммерсантъ»

### Драматические спектакли (хореография и сценическое движение)
- 1983 — «Трёхгрошовая опера» (Ленинград, Театр им. Ленсовета, режиссёр Игорь Владимиров)
- 1995 — «Иван-царевич» (Санкт-Петербургский Государственный Молодёжный Театр на Фонтанке, режиссёр Геннадий Май)
- 1997 — «Ромео и Джульетта» (Белгород, Драматический театр им. М. С. Щепкина, режиссёр Михаил Мокеев, художник Юрий Хариков)
- 1998 — «Принц Гомбургский» (Театр «Et Cetera», режиссёр Михаил Мокеев, художник Юрий Хариков)
- 1999 — «Недоросль» (Вильнюс, Русский драматический театр, режиссёр Борис Юхананов, художник Юрий Хариков)
- 1999 — «Двенадцатая ночь» (Новосибирск, режиссёр Михаил Мокеев, художник Юрий Хариков)
- 2000 — «Зовите Печориным» (Театр им. Пушкина, режиссёр Михаил Мокеев)
- 2000 — «Вестсайдская история» (Краснодарский Муниципальный Молодёжный Театр, режиссёр Адольф Шапиро, художник Юрий Хариков)
- 2001 — «Шут Балакирев» (Санкт-Петербург, театр им. Комиссаржевской, режиссёр Юлиан Панич)
- 2006 — «Я желаю чужого желания, которое желает меня», (Театр им. Рубена Симонова, режиссёр Эдуард Нахамис)[8]
- 2013 — «Стойкий принцип», (Школа драматического искусства, режиссёр Борис Юхананов, художник Юрий Хариков)

### Оперные постановки (хореография, сценическое движение, пластика)
- 1997 — «Князь Игорь», Мариинский театр, Музыкальный руководитель и дирижёр — Валерий Гергиев. Режиссёр-постановщик — Георгий Исаакян. Художник-постановщик — Юрий Хариков.
- 2010 — «Садко» Н.Римского-Корсакова, Саратовский академический театр оперы и балета, режиссёр-постановщик Вадим Мелков, художник-постановщик — Юрий Хариков.
- 2012 — «Сверлийцы», композитор Дмитрий Курляндский, режиссёр Борис Юхананов, художник-постановщик — Степан Лукьянов, художник по костюмам — Анастасия Нефедова, премьера состоялась в Центре дизайна «ARTPLAY».
- 2017 - «Октавия. Трепанация», композитор Двитрий Курляндский, режиссер Борис Юхананов, Премьера оперы состоялась в рамках основной программы юбилейного Holland Festival в июне 2017 года на сцене Muziekgebouw, крупнейшей в Европе площадки для исполнения современной музыки.

### Музыкальная комедия
- 1982 — «Цыган-премьер» (композитор И.Кальман) Свердловский государственный академический театр музыкальной комедии
- 1983 — «О, Милый друг» (композитор В. Лебедев), Свердловский государственный академический театр музыкальной комедии. Постановка Владимир Курочкин

### Театральные роли
- 1999 — Фауст, Мефистофель в спектакле «Фауст», театр «Школа драматического искусства» (режиссёр Борис Юхананов, художник Юрий Хариков)
- 2000 — Вернер в спектакле «Зовите Печориным» (Театр им. Пушкина, режиссёр Михаил Мокеев)
- 2004 — Фирс в спектакле «Вишневый сад», Международная Чеховская лаборатория (Москва), (режиссёр-постановщик Виктор Гульченко)

### Отзывы
«Двигателем этой силищи в спектакле стал старый слуга Фирс (Андрей Кузнецов), вызывающий истинное восхищение. Какая глыба и мощь! Дух земной силы. Какое величие прошлого до Беды, до свободы — и рядом бессильный Лопахин, немощь будущего… Режиссёр лишает его всяких привычных штампов — это никакой не слуга и никакой не старик. Перед нами оживший тотем усадьбы, её вечный хранитель, дух этого места, гениус локус, глыба физической мощи и нравственного здоровья, по сравнению с которым молодые лица эпохи модерна кажутся дряхлой немощью. Каждое появление Фирса — это таинственный танец тотема, выход божка, ждущего жертвоприношений. Про него не скажешь: тебе пора умирать, дедушка…» — Анатолий Королёв, «Знамя»

### Роли и эпизоды в кино
- 1969 — Дорога домой
- 1976 — Небесные ласточки
- 1988 — Фуэте
- 1995 — Мания Жизели — Николай Легат
- 2004 — Светские хроники (сериал) (режиссёр и сценарист, совместно с Валерием Зеленским) — Марк Оврагов
- 2004 — Любовные авантюры — Бертен